# Józef Fontana

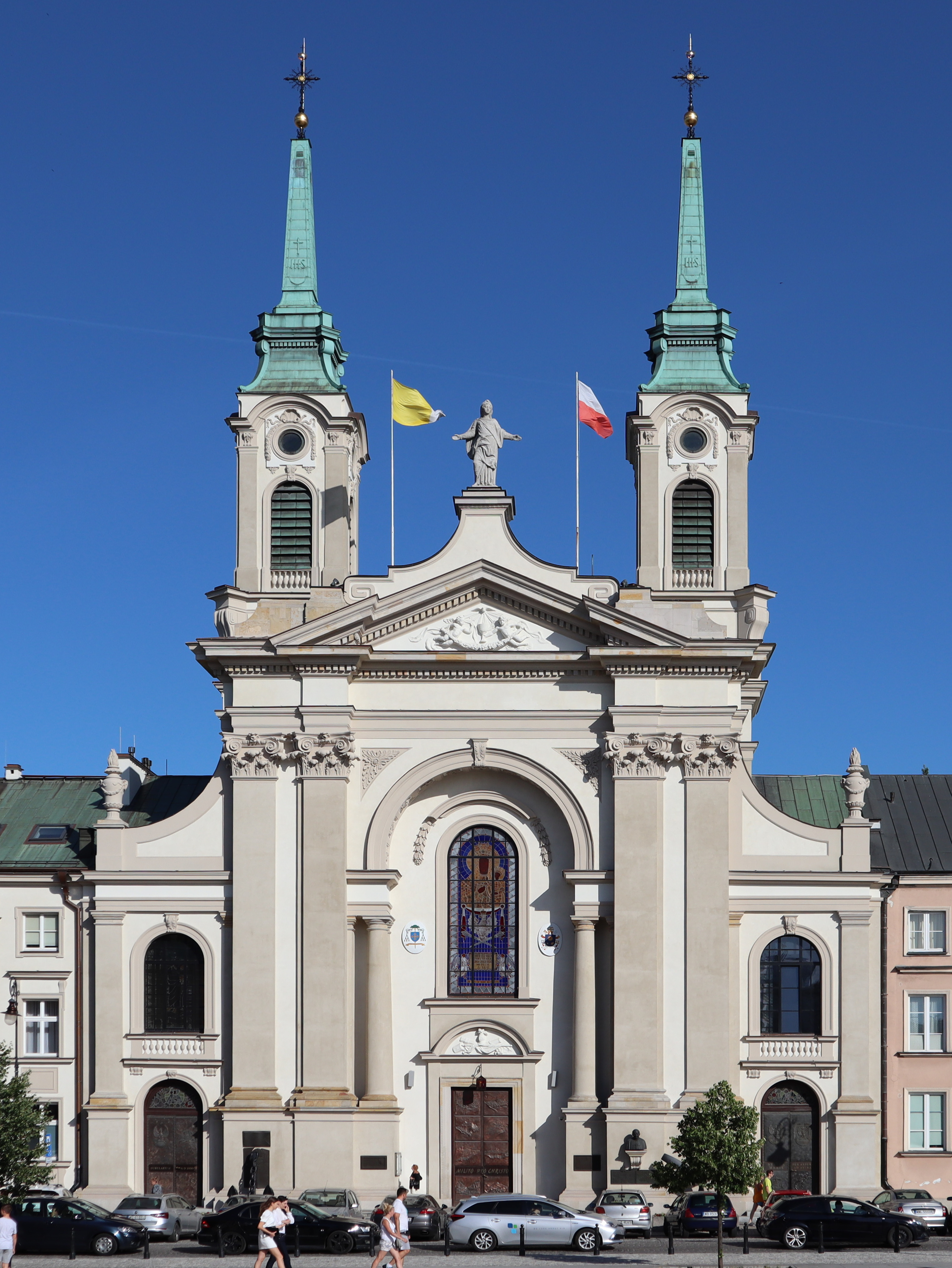
Kościół pijarów (katedra polowa Wojska Polskiego) w Warszawie

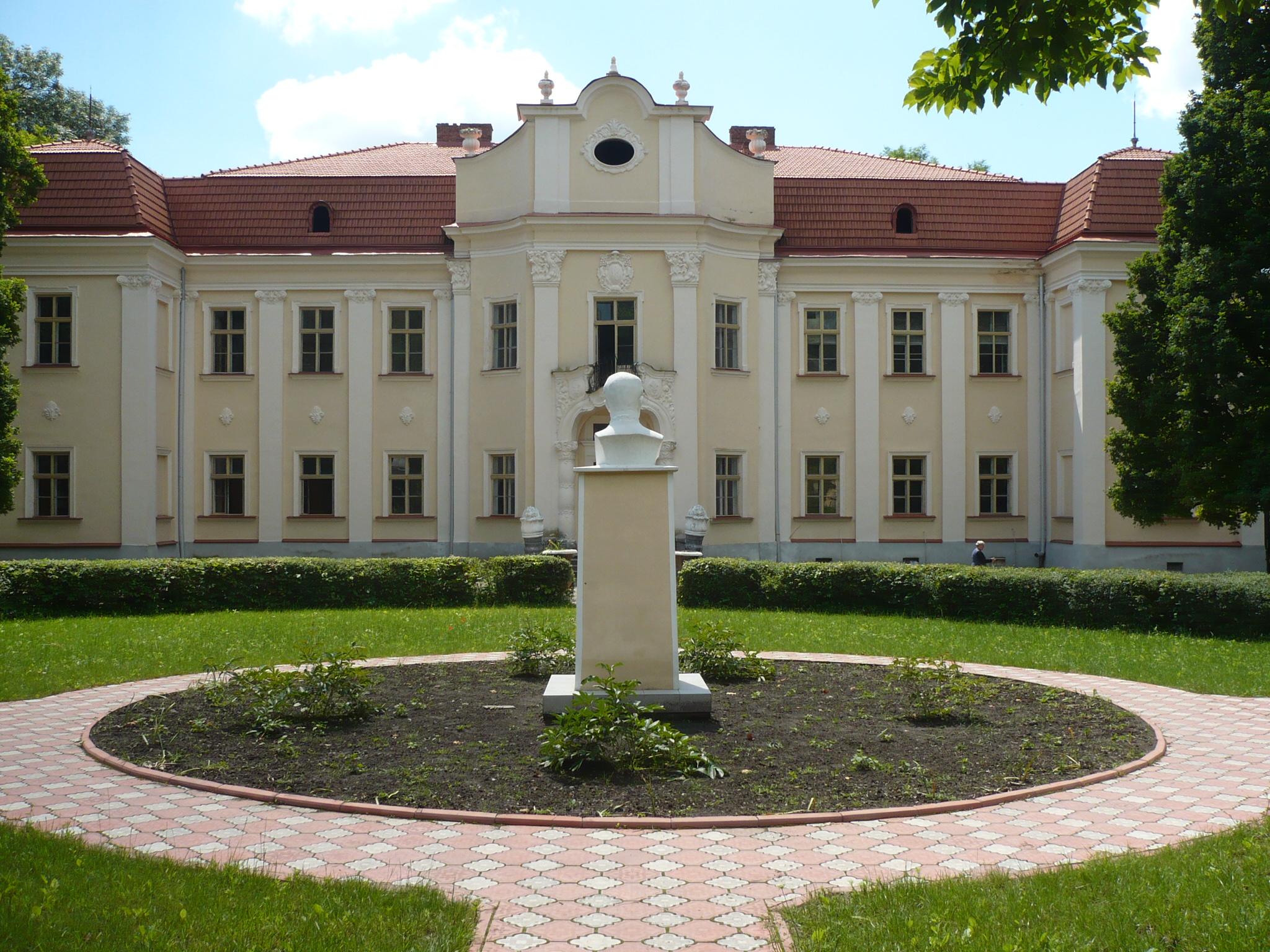
Pałac w Obroszynie

Józef II Fontana herbu Fontana (ur. 21 czerwca 1676 w Mendrisio, zm. po 1739 w Warszawie) – polski architekt pochodzenia włoskiego. W jego pracach widać skłonność do stosowania barokowego klasycyzmu.

## Życiorys
Był synem Józefa Fontany, również architekta, nobilitowanego w 1672. 
W 1715 zamieszkał w Warszawie, w pałacu przy ul. Bonifraterskiej.

## Rodzina
Jego synami byli architekci Jakub i Jan Kanty.

## Ważniejsze projekty i prace
- zespół kościoła i klasztoru pijarów w Szczuczynie (udział obok Józefa Pioli – początek kariery jako kierownik budowy),
- kościół w Sidrze z lat 1705–1783 (z Józefem Piolą),
- kościół św. Jana Bożego i klasztor bonifratrów w Warszawie (1725–1727, z Antoniem Solarim)[5]
- dokończenie budowy klasztoru i kościoła franciszkanów w Warszawie (z synem Jakubem)[5]
- pałacyk Paców w Warszawie (niezachowany, obecnie na jego miejscu znajduje się Belweder)[4]
- pałac Bielińskich w Warszawie przy ul. Królewskiej w Warszawie (przed 1730, rozebrany w 1895)[4]
- udział w ostatniej fazie budowy kościoła św. Krzyża w Warszawie[4],
- fasada kościoła pijarów w Warszawie[4],
- przebudowa pałacu Czartoryskich przy ul. Krakowskie Przedmieście w Warszawie[4]
- prace w pałacu w Wilanowie w latach 1720–1726 dla Elżbiety Sieniawskiej[5],
- projekt przebudowy pałacu Kazimierzowskiego na koszary wojsk saskich (1732, razem z Joachimem Danielem Jauchem)[4],
- odbudowa pałacu Prymasowskiego w Warszawie,
- pałac Bielińskich w Kozłówce[4]
- pałac Bielińskich w Otwocku Wielkim (współudział),
- kościół Wniebowzięcia Najświętszej Maryi Panny w Budsławiu,
- pałac w Obroszynie[4].